# Notheme
Notheme is een geslacht van vlinders uit de familie van de prachtvlinders (Riodinidae), onderfamilie Riodininae.
Notheme werd in 1851 voor het eerst wetenschappelijk beschreven door Westwood.

## Soort
Notheme omvat de volgende soort:
- Notheme erota (Cramer, 1780)